# Gyrinus caspius
Gyrinus caspius es una especie de escarabajo del género Gyrinus, familia Gyrinidae. Fue descrita científicamente por Ménétriés en 1832.

## Distribución geográfica
Habita en Argelia, Armenia, Azerbaiyán, Bélgica, Bosnia y Herzegovina, Bulgaria, Bielorrusia, China, Croacia, Chipre, Dinamarca, Estonia, Francia, Alemania, Georgia, Grecia, Irak, Israel, Italia, Kazajistán, Líbano, Lituania, Marruecos, Países Bajos, Noruega, Polonia, Portugal, Rusia (territorio de Europa Central y del Sur), Eslovenia, España, Suecia, Ucrania, Siria, Turkmenistán, Turquía, e Irán.